# Лебедєв Костянтин Васильович
Костянтин Васильович Лебедєв (8 листопада 1918, село Русскій Камешкір, тепер Камешкірського району Пензенської області, Російська Федерація — 6 травня 2006, місто Москва) — радянський партійний діяч, 2-й секретар ЦК КП Естонії. Член Бюро ЦК КП Естонії в 1971—1982 роках. Член Центральної Ревізійної комісії КПРС у 1971—1976 роках. Кандидат у члени ЦК КПРС у 1976—1986 роках. Депутат Верховної ради Естонської РСР. Депутат Верховної Ради СРСР 9—10-го скликань.

## Життєпис
Народився в родині робітника. У 1933—1934 роках — статистик м'ясорадгоспу «Красный партизан» Озинського району Саратовської області.
У 1934—1935 роках — судовий виконавець Уральського міського народного суду Західно-Казахстанської області.
У 1935—1938 роках — інспектор працевлаштування Західно-Казахстанського обласного відділу соціального забезпечення в місті Уральську.
У 1936—1937 роках — слухач історичних курсів у місті Уральську.
У 1937—1939 роках — вчитель історії та в.о. директора середньої школи в Каменському районі Західно-Казахстанської області. У 1939—1941 роках — вчитель історії та в.о. директора середньої школи в Зеленовському районі Західно-Казахстанської області.
Член ВКП(б) з 1941 року.
У 1941 році закінчив заочно два курси Уральського педагогічного інституту.
У 1941—1945 роках — інструктор відділу пропаганди і агітації, секретар Західно-Казахстанського обласного комітету ЛКСМ Казахстану.
У серпні 1945 — вересні 1949 року — 1-й секретар Західно-Казахстанського обласного комітету ЛКСМ Казахстану.
У 1949—1952 роках — слухач Вищої партійної школи при ЦК ВКП(б).
У 1952—1971 роках — інструктор, завідувач сектора Білорусії і Прибалтійських республік відділу організаційно-партійної роботи ЦК КПРС.
11 лютого 1971 — 13 травня 1982 року — 2-й секретар ЦК КП Естонії.
З травня 1982 року — персональний пенсіонер союзного значення в Москві.
Помер 6 травня 2006 року. Похований в Москві.

## Нагороди
- орден Жовтневої Революції (1973)
- три ордени Трудового Червоного Прапора (28.10.1948,)
- орден Дружби народів (8.11.1978)
- орден «Знак Пошани» (1947)
- медалі